# Liste des aéroports en Nouvelle-Écosse
Il s'agit d'une liste alphabétique des aéroports, des aérodromes et des héliports d'une province ou d'un territoire du Canada. Ils sont énumérés dans le format : 
1. Communauté
2. Nom de l'aéroport comme indiqué dans l'un des Supplément de vol-Canada (CSA) ou par l'autorité aéroportuaire, éventuellement suivi par d'autres nom,
3. Code OACI (Organisation de l'aviation civile internationale): ICAO en anglais
4. Code IATA (Association internationale du transport aérien)
5. Code Transports Canada Lieu identifiant (LID TC) : le « TC LID » est le « lieu d'identification » donné par Transports Canada, représentant le nom et le lieu d'un aéroport. C'est une aide de direction pour aider la circulation aérienne, les télécommunications et les programmes d'ordinateur.
6. Coordonnées géographiques de l'aéroport

Les aéroports qui font partie du réseau national des aéroports sont en caractères gras.

## Aéroports de la Nouvelle-Écosse[1],[2]
| Ville                         | Nom de l'aéroport                                                              | ICAO | TC LID     | IATA | Coordonnées                  |
| ----------------------------- | ------------------------------------------------------------------------------ | ---- | ---------- | ---- | ---------------------------- |
| Amherst                       | Héliport Amherst                                                               |      | CCB3       |      | 45° 48′ 43″ N, 64° 13′ 13″ O |
| Antigonish                    | Héliport Antigonish (St. Martha's Regional Hospital)                           |      | CDY5       |      | 45° 37′ 36″ N, 61° 58′ 55″ O |
| Arichat                       | Héliport Arichat (St. Anne Ladies Auxiliary Hospital)                          |      | CDT3       |      | 45° 30′ 41″ N, 61° 02′ 01″ O |
| Baddeck                       | Aéroport Baddeck (Crown Jewel)                                                 |      | CDW2       |      | 46° 09′ 51″ N, 60° 47′ 30″ O |
| Bridgewater                   | Héliport Bridgewater (South Shore Regional Hospital)                           |      | CDT6       |      | 44° 22′ 56″ N, 64° 30′ 35″ O |
| Bridgewater                   | Village aéronautique Bridgewater/Dayspring                                     |      | CDY6       |      | 44° 22′ 55″ N, 64° 27′ 27″ O |
| Canso                         | Héliport Canso (Eastern Memorial Hospital)                                     |      | CCE5       |      | 45° 19′ 58″ N, 60° 58′ 53″ O |
| Centredale                    | Aérodrome Centredale                                                           |      | CDL8       |      | 45° 24′ 34″ N, 62° 37′ 07″ O |
| Church Lake                   | Hydroaérodrome Church Lake                                                     |      | CHL3       |      | 44° 33′ 34″ N, 64° 36′ 44″ O |
| Debert                        | Aéroport Debert                                                                |      | CCQ3       |      | 45° 25′ 07″ N, 63° 27′ 38″ O |
| Deerfield                     | Village aéronautique Finlay                                                    |      | CDH3       |      | 43° 57′ 44″ N, 65° 59′ 39″ O |
| Deerfield                     | Hydroaérodrome Hoopers Lake                                                    |      | CDT2       |      | 43° 57′ 14″ N, 65° 59′ 27″ O |
| Digby                         | Héliport Digby (General Hospital)                                              |      | CDG2       |      | 44° 36′ 58″ N, 65° 45′ 43″ O |
| Digby                         | Aéroport Digby/Annapolis Regional                                              | CYID |            | YDG  | 44° 32′ 44″ N, 65° 47′ 20″ O |
| East Gore                     | Village aéronautique East Gore Eco                                             |      | CCY4       |      | 45° 07′ 00″ N, 63° 42′ 00″ O |
| Fall River                    | Hydroaérodrome Fall River                                                      |      | CFR3       |      | 44° 47′ 04″ N, 63° 38′ 30″ O |
| Fox Harbour                   | Aéroport Fox Harbour                                                           |      | CFH4       | YFX  | 45° 52′ 12″ N, 63° 27′ 40″ O |
| Greenwood                     | CFB Greenwood (Aéroport Greenwood)                                             | CYZX |            | YZX  | 44° 59′ 04″ N, 64° 55′ 01″ O |
| Halifax Regional Municipality | Aéroport international Stanfield d'Halifax (Aéroport International de Halifax) | CYHZ |            | YHZ  | 44° 52′ 51″ N, 63° 30′ 31″ O |
| Halifax                       | Héliport Halifax (IWK Health Centre)                                           |      | CIW2       |      | 44° 38′ 13″ N, 63° 35′ 03″ O |
| Halifax                       | Héliport Halifax (Queen Elizabeth II Health Science Centre)                    |      | CHQE       |      | 44° 38′ 45″ N, 63° 35′ 11″ O |
| Halifax                       | Héliport Halifax (South End)                                                   |      | CHS7       |      | 44° 37′ 32″ N, 63° 33′ 48″ O |
| Halifax                       | Héliport Halifax (Windsor Park)                                                | CYP2 |            |      | 44° 39′ 26″ N, 63° 36′ 42″ O |
| Hebron                        | Hydroaérodrome Doctor's Lake East                                              |      | CDL5       |      | 43° 52′ 54″ N, 66° 05′ 51″ O |
| Hebron                        | Hydroaérodrome Doctor's Lake West                                              |      | CDL6       |      | 43° 53′ 04″ N, 66° 06′ 09″ O |
| Île de Sable (Canada)         | Héliport Île de Sable (Canada)                                                 | CST5 |            |      | 43° 55′ 59″ N, 60° 00′ 20″ O |
| Inverness                     | Héliport Inverness (Consolidated Memorial Hospital)                            |      | CNV2       |      | 46° 11′ 58″ N, 61° 17′ 29″ O |
| Kentville                     | Héliport Kentville (Camp Aldershot)                                            |      | CKM9       |      | 45° 05′ 38″ N, 64° 30′ 34″ O |
| Kentville                     | Héliport Kentville (Valley Regional Hospital)                                  |      | CKV8       |      | 45° 04′ 54″ N, 64° 30′ 00″ O |
| Langille Lake                 | Hydroaérodrome Langille Lake                                                   |      | CLL2       |      | 44° 27′ 00″ N, 64° 26′ 52″ O |
| Liverpool                     | Héliport Liverpool (Queens General Hospital)                                   |      | CLQ2       |      | 44° 02′ 19″ N, 64° 42′ 19″ O |
| Liverpool                     | Aéroport Liverpool/South Shore Regional (Aéroport South Shore Regional)        | CYAU |            |      | 44° 13′ 49″ N, 64° 51′ 22″ O |
| Lower East Pubnico            | Aéroport Lower East Pubnico (La Field)                                         |      | CLE4       |      | 43° 37′ 20″ N, 65° 45′ 44″ O |
| Margaree                      | Aéroport Margaree                                                              |      | CCZ4       |      | 46° 20′ 28″ N, 60° 58′ 47″ O |
| Middleton                     | Héliport Middleton (Soldiers Memorial Hospital)                                |      | CMS2       |      | 44° 56′ 48″ N, 65° 03′ 34″ O |
| New Glasgow                   | Héliport New Glasgow (Aberdeen Hospital)                                       | CNG2 |            |      | 45° 34′ 20″ N, 62° 38′ 39″ O |
| New Germany                   | Hydroaérodrome New Germany                                                     |      | CCA2       |      | 44° 33′ 00″ N, 64° 45′ 00″ O |
| Port Hawkesbury               | Aéroport Port Hawkesbury                                                       | CYPD |            | YPS  | 45° 39′ 24″ N, 61° 22′ 05″ O |
| Porters Lake                  | Aéroport Porters Lake                                                          |      | CCF4       |      | 44° 42′ 36″ N, 63° 18′ 06″ O |
| Porters Lake                  | Hydroaérodrome Porters Lake                                                    |      | CDD2       |      | 44° 42′ 44″ N, 63° 17′ 56″ O |
| Sable Island                  | Aérodrome Sable Island                                                         |      | CSB2       |      | 43° 55′ 50″ N, 59° 57′ 35″ O |
| Sable Island                  | Héliport Sable Island                                                          |      | CST5       |      | 43° 55′ 59″ N, 60° 00′ 20″ O |
| Shearwater                    | Héliport Halifax/Shearwater (CFB Shearwater)                                   |      | CYAW (YAW) |      | 44° 38′ 22″ N, 63° 29′ 57″ O |
| Shelburne                     | Héliport Shelburne (Roseway Hospital)                                          |      | CCZ9       |      | 43° 45′ 03″ N, 65° 18′ 34″ O |
| Stanley                       | Aéroport Stanley                                                               |      | CCW4       |      | 45° 06′ 02″ N, 63° 55′ 14″ O |
| Sydney                        | Héliport Sydney (Cape Breton Regional Hospital)                                |      | CSY9       |      | 46° 06′ 36″ N, 60° 10′ 34″ O |
| Sydney                        | Aéroport de Sydney-J.A. Douglas McCurdy                                        | CYQY |            | YQY  | 46° 09′ 41″ N, 60° 02′ 53″ O |
| Thorburn                      | Aéroport Thorburn                                                              |      | CCZ5       |      | 45° 33′ 38″ N, 62° 35′ 41″ O |
| Trenton                       | Aérodrome Trenton                                                              | CYTN |            |      | 45° 36′ 43″ N, 62° 37′ 16″ O |
| Truro                         | Héliport Truro (Colchester Health Centre)                                      |      | CEH9       |      | 45° 20′ 59″ N, 63° 18′ 20″ O |
| Waterville                    | Aéroport Waterville/Kings County Municipal                                     |      | CCW3       |      | 45° 03′ 07″ N, 64° 39′ 06″ O |
| Yarmouth                      | Héliport Yarmouth (Regional Hospital)                                          |      | CDU3       |      | 43° 50′ 54″ N, 66° 07′ 17″ O |
| Yarmouth                      | Aéroport de Yarmouth                                                           | CYQI |            | YQI  | 43° 49′ 37″ N, 66° 05′ 17″ O |

Les aéroports qui font partie du système national des aéroports sont en caractères gras. 
- Les noms alernatifs sont en parenthèses

## Aéroports abandonnés
| Ville           | Nom de l'aéroport                    | ICAO | IATA | Usage | Coordonnées                  |
| --------------- | ------------------------------------ | ---- | ---- | ----- | ---------------------------- |
| Amherst         | Aéroport Amherst                     |      | CCQ4 |       | 45° 48′ 49″ N, 64° 14′ 09″ O |
| Apple River     | Aéroport Apple River                 |      | CCA7 |       | 45° 27′ 43″ N, 64° 49′ 17″ O |
| Fancy Lake      | Hydroaérodrome Fancy Lake            |      | CDX4 |       | 44° 18′ 00″ N, 64° 33′ 00″ O |
| Saunders Park   | Aéroport Halifax Civic               |      |      |       | 44° 38′ 45″ N, 63° 36′ 40″ O |
| Stewiacke River | Aéroport Middle Stewiacke            |      | CCB2 |       | 45° 13′ 17″ N, 63° 08′ 55″ O |
| Tatamagouche    | Aéroport Tatamagouche                |      | CDA2 |       | 45° 44′ 08″ N, 63° 19′ 06″ O |
| Valley          | Aéroport Valley                      |      | CDA3 |       | 45° 23′ 48″ N, 63° 12′ 56″ O |
| Waverley        | Hydroaérodrome Waverley/Lake William |      | CLW3 |       | 44° 46′ 51″ N, 63° 35′ 48″ O |